# Datu Abdullah Sangki
Datu Abdullah Sangki ist eine philippinische Stadtgemeinde in der Provinz Maguindanao del Sur. 
Datu Abdullah Sangki wurde durch den Muslim Mindanao Autonomy Act Nr. 153 vom 20. August 2003, welcher am 3. Januar 2004 in einer Volksabstimmung ratifiziert wurde, gegründet.
Muttergemeinde ist die Stadtgemeinde Ampatuan, zu der die zehn Baranggays Datu Abdullah Sangkis zuvor gehörten.

## Baranggays
Datu Abdullah Sangki ist politisch in zehn Baranggays unterteilt.
- Banaba
- Dimampao
- Guinibon
- Kaya-kaya
- Maganoy
- Mao
- Maranding
- Sugadol
- Talisawa
- Tukanolocong (Tukanologong)